# Quadriga (pris)

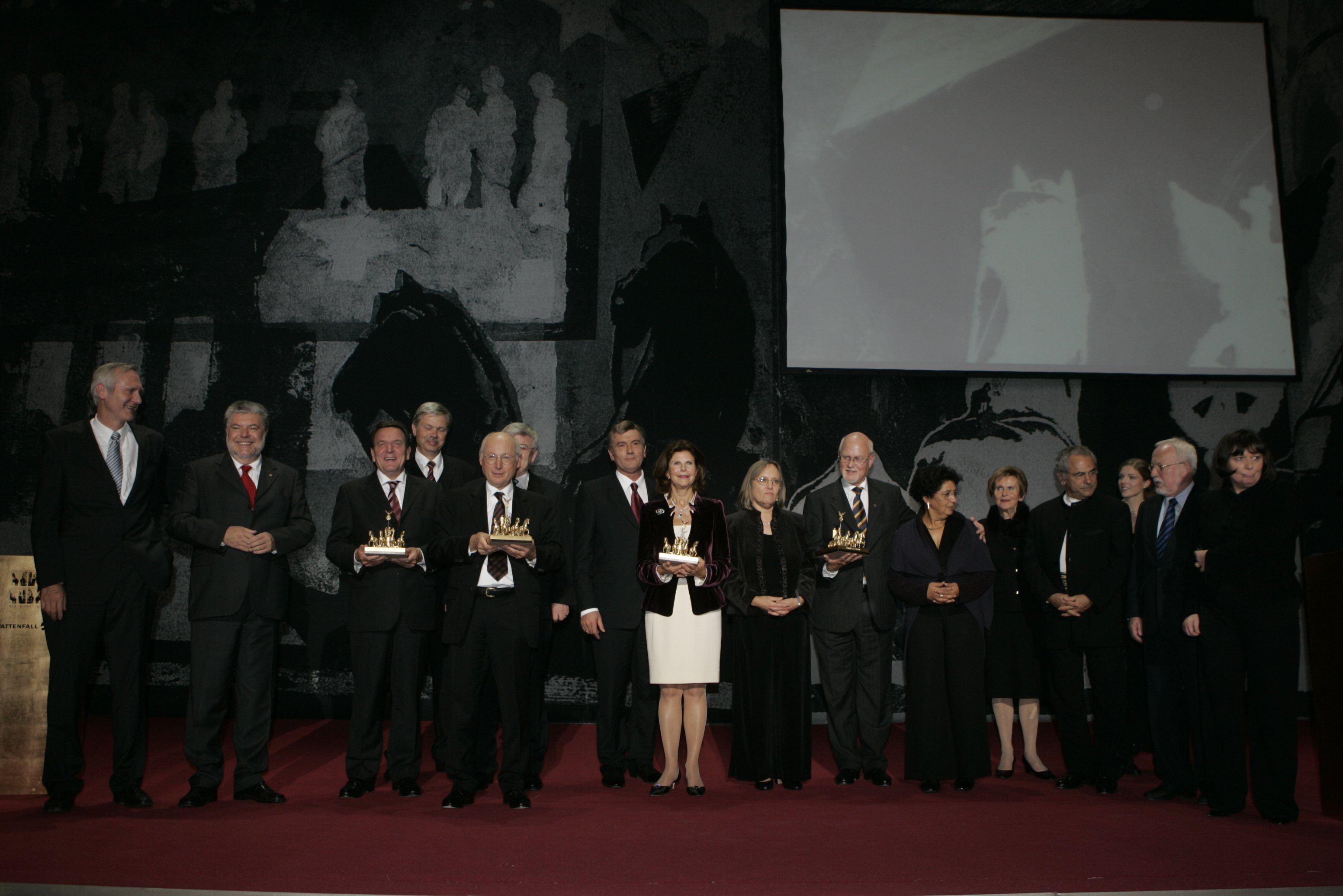
Mottagare och utdelare vid Quadriga 2007. Drottning Silvia mitt i bilden.

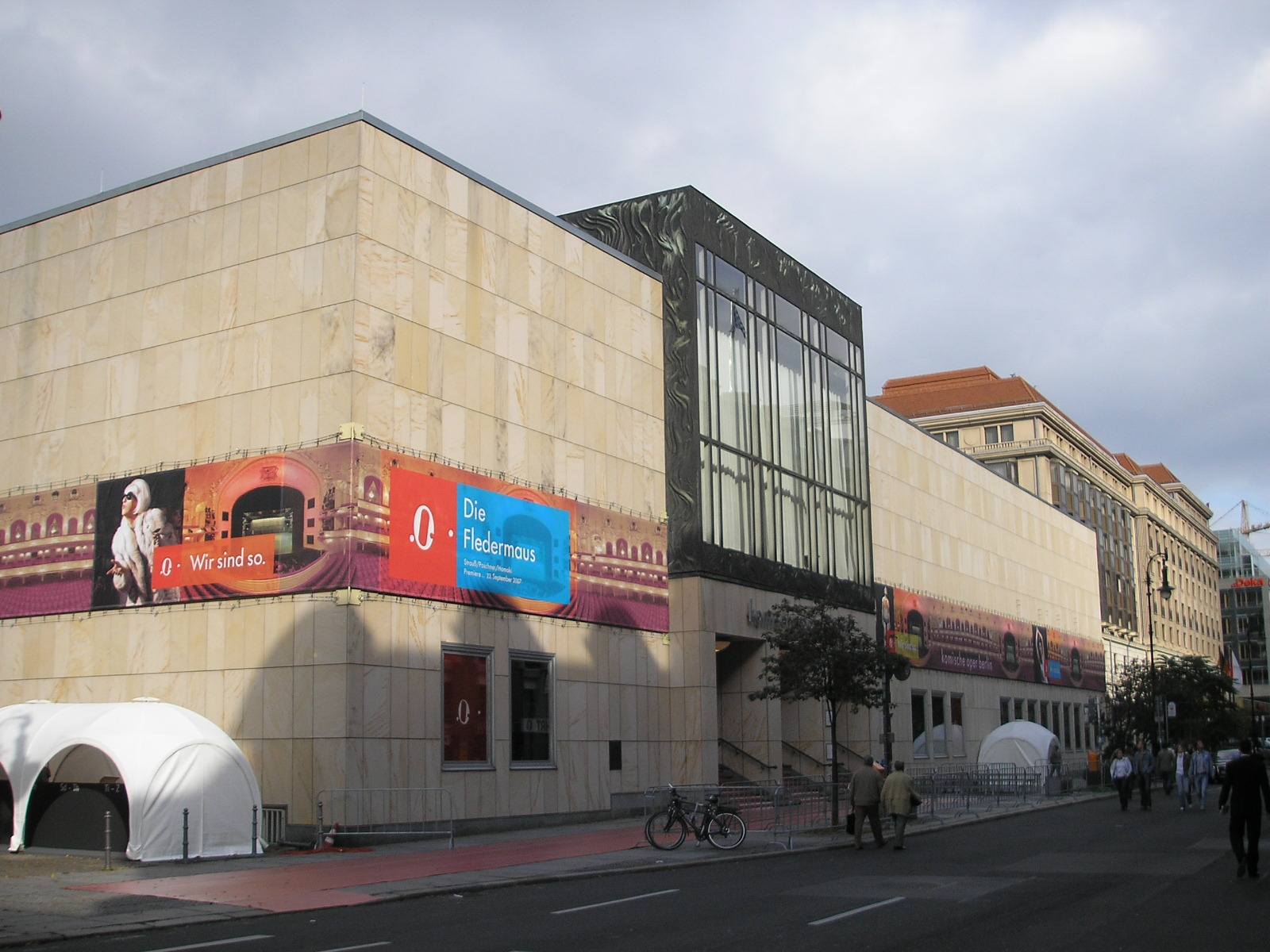
Komische Oper, där prisutdelningen äger rum.

Quadriga är ett årligt pris som utdelas i Berlin av föreningen Werkstatt Deutschland (tyska för "verkstaden Tyskland"). Priset ges till fyra personer eller grupper för hängivet förnyelsearbete eller pionjärinsatser inom politisk, ekonomisk eller kulturell verksamhet.
Priset består av en statyett föreställande fyrspannet (Quadriga) ovanpå Brandenburger Tor i Berlin och en prissumma om 25.000 euro. Huvudsponsor för priset är svenska energikoncernen Vattenfall AB. Werkstatt Deutschland utdelar priset årligen på Tysklands nationaldag, den 3 oktober, som firas till minne av återföreningen av Öst- och Västtyskland 1990. Priset instiftades 2003. De första två åren hölls ceremonin i Berlins konserthus, men sedan 2005 har den hållits på operahuset Komische Oper Berlin. Bland pristagarna finns Shimon Peres, Viktor Jusjtjenko, Sveriges drottning Silvia och webbens grundare Tim Berners-Lee. Som prisutdelare har bland annat Michail Gorbatjov medverkat.

## Mottagare
2003
- Armin Mueller-Stahl, tysk skådespelare.
- Norman Foster, brittisk arkitekt.
- Jean-Claude Juncker, Luxemburgs premiärminister, och Einars Repše, Lettlands premiärminister.
- Amal Rifai, Odelia Ainbinder och Sylke Tempel, författare till Wir wollen beide hier leben: Eine schwierige Freundschaft in Jerusalem.

2004
- Recep Tayyip Erdoğan, Turkiets premiärminister.
- Éric-Emmanuel Schmitt, fransk författare.
- Thomas Quasthoff, tysk sångare.
- Šimon Pánek, tjeckisk borgmästare.
- Hamid Karzai, Afghanistans president.

2005
- Helmut Kohl, tidigare Tysklands förbundskansler.
- Timothy Berners-Lee, brittisk vetenskapsman, skapare av World Wide Web
- Catherine McCartney, Claire McCartney, Donna McCartney, Gemma McMahon, Paula Arnold och Bridgeen Hagans, släktingar till Robert McCartney, offer för IRA:s terrorism.
- Karīm al-Hussaynī, Āgā Khān IV, imam av ismailiterna.

2006
- Shimon Peres, Israels vice premiärminister.
- Riccardo Illy, italiensk politiker.
- Florian Henckel von Donnersmarck, Ulrich Mühe och Sebastian Koch, tyska artister, för filmen De andras liv.
- Viktor Jusjtjenko, Ukrainas president.

2007
- Gerhard Schröder, tidigare Tysklands förbundskansler.
- Aicha El-Wafi och Phyllis Rodriguez, mödrar till en förövare och ett offer för 11 september-attackerna, som söker försoning.
- DER SPIEGEL, representerad av chefredaktören Stefan Aust.
- Drottning Silvia av Sverige.

2008
- Boris Tadić, Serbiens president.
- Eckart Höfling, franciskan och ledare för franciskanska Tredjeordens socialtjänst (Venerável Ordem Terceira de São Franciso de Peniténcia) i Rio de Janeiro.
- Wikipedia, encyklopedi, representerad av Jimmy Wales.
- Peter Gabriel, musiker och förkämpe för mänskliga rättigheter.